# Liste der Baudenkmale in Polzow
In der Liste der Baudenkmale in Polzow sind alle denkmalgeschützten Bauten der vorpommerschen Gemeinde Polzow und ihrer Ortsteile aufgelistet. Grundlage ist die Veröffentlichung der Denkmalliste des Kreises Uecker-Randow mit dem Stand vom 1. Februar 1996. 

## Baudenkmale nach Ortsteilen

### Polzow
| ID | Lage                    | Bezeichnung               | Beschreibung | Bild                      |
| -- | ----------------------- | ------------------------- | --- | ------------------------- |
|    | Dorfstraße 3 (Karte)    | Bauernhaus                | |                           |
|    | Dorfstraße 15 (Karte)   | Bauernhaus                | |                           |
|    | (Karte)                 | Kirche mit Friedhofsmauer | Die Dorfkirche Polzow ist ein aus Feldsteinen errichteter rechteckiger Saalbau aus dem 16. Jahrhundert mit einem verbretterten Dachturm über ihrem Westgiebel. Fenster und Eingangsportal wurden im 19. Jahrhundert neugotisch verändert. An der Ostseite befindet sich eine kleine Leichenhalle. Innenraum und Ausstattung: Flachdecke mit biblische Szenen aus dem Alten Testament und Rankenornamente sowie das Abendmahlmotiv an der Ostwand sind von Erich Kistenmacher, Berlin 1910 oder 1914/15. Kanzel mit Rückwand und Schalldeckel aus dem 17. Jahrhundert Eine Glocke: Johann Jacob Schulz, Berlin 1704. | Kirche mit Friedhofsmauer |
|    | Schulstraße 3/4 (Karte) | Bauernhaus                | |                           |

### Roggow
| ID | Lage                  | Bezeichnung                                            | Beschreibung | Bild   |
| -- | --------------------- | ------------------------------------------------------ | --- | ------ |
|    | Dorfstraße 5 (Karte)  | Bauernhaus, Stallspeicher, Scheune und Mauer           | |        |
|    | (Karte)               | Kirche                                                 | Die Dorfkirche Roggow ist ein Putzbau in spätklassizistischen Formen aus dem Jahr 1850 mit einem verbretterten Dachturm über dem Westgiebel. An der fensterlosen Ostseite befinden sich zwei eingetiefte Kreuze in der Wand. Die gestuften Fenster und das Westportal sind rundbogig und weisen Reste von Faschen auf. Innenraum und Ausstattung: Flachgedeckter Innenraum mit Resten einer Ausmalung an den Wänden von Erich Kistenmacher von 1915. Erhaltene Holzausstattung mit dem Korb einer Kanzel und dem Gestühl aus dem 19. Jh. Eine Glocke: Carl Friedrich Voß, Stettin 1854. | Kirche |
|    | Dorfstraße 13 (Karte) | Wohnhaus (Antrag auf Änderung in Nr. 15, 3. März 1997) | |        |

## Quelle
- Bericht über die Erstellung der Denkmallisten sowie über die Verwaltungspraxis bei der Benachrichtigung der Eigentümer und Gemeinden sowie über die Handhabung von Änderungswünschen (Stand: Juni 1997)

- Karte mit allen Koordinaten:
- OSM |
- WikiMap